# بدری گورسوی
بدری گورسوی (ترکی استانبولی: Bedri Gürsoy; ۱ ژانویهٔ ۱۹۰۲ – ۴ فوریهٔ ۱۹۹۴) بازیکن فوتبال اهل ترکیه بود.
از باشگاه‌هایی که در آن بازی کرده‌است می‌توان به باشگاه فوتبال فنرباغچه اشاره کرد.